# Suaeda plumosa
Suaeda plumosa là loài thực vật có hoa thuộc họ Dền. Loài này được Aellen miêu tả khoa học đầu tiên năm 1961.